# Pura Besakih
Pura Besakih je hinduistický chrámový komplex na indonéském ostrově Bali. Jde o duchovní centrum ostrova a nejvýznamnější památku Bali. Je též nazýván „Matka všech chrámů“. Komplex zahrnuje 23 chrámů vměstnaných na tři kilometry čtvereční. Leží na úpatí nejvyšší hory na Bali, sopky Agung, která je stále aktivní, a kterou hinduisté považují za posvátnou (méru). V důsledky činnosti sopky dochází k častým zemětřesením, která již mnohokráte chrámy poničila, nejvíce pak v letech 1917 a 1963. Ve druhém případě valící se láva hrozila pohltit celý chrámový komplex, ale nakonec se chrámům vyhnula, což věřící považovali za zásah bohů; při tomto výbuchu v oblasti zemřelo 1700 lidí. Hlavní chrám se nazývá Pura Penataran Agung, postaven je na šesti terasách a je tvořen padesáti různými menšími svatyněmi. Budí pozornost svou bránou bez vrcholku (tzv. candi bentar). Slouží k uctíváni Višny, Šivy i Brahmy. Dvěma dalšími nejvýznamnějšími chrámy v areálu jsou Pura Kiduling Kreteg a Pura Batu Madeg. V severní části chrámového komplexu se dochovaly pozůstatky starověké megalitické kultury, jejíž kořeny sahají minimálně k počátkům našeho letopočtu. Hinduistické posvátné místo zde dle legendy vzniklo již v 8. století, avšak historiky je doložena existence chrámu až od roku 1284. O chrámovém komplexu (pura) lze hovořit od roku 1340. Od 15. století byl areál státním chrámem dynastie Gelgel. V 17. století byl vybudován „lotosový trůn“ (padmasana), nejposvátnější místo v hlavním chrámu. V 11. století zde byla patrně upálena princezna Mahendratta, nejspíš za čarodějnictví. To dalo vzniknout legendě o zlé čarodějnici Rangdě, což je jedna z nejoblíbenějších postav indonéského folklóru. Do svatyň mají v současnosti přístup jen modlící se věřící, turisté se mohou pohybovat jen po chodníčcích mezi jednotlivými chrámy. I od turistů je ale vyžadován jako podmínka pro vstup do chrámového komplexu sarong, tradiční indonéský oděv. V chrámu se každý rok koná sedmdesát festivalů. Od roku 1995 Besakih usiluje o zápis na seznam Světového dědictví UNESCO, prozatím však bez úspěchu.